# Consuelo Vanderbilt
Consuelo Balsan (formal, Consuelo, Ducesă de Marlborough; născută Consuelo Vanderbilt) (2 martie 1877 – 6 decembrie 1964), a fost membră proeminentă a familiei americane Vanderbilt. Căsătoria ei cu Charles Spencer-Churchill, al 9-lea Duce de Marlborough a devenit o emblemă internațională a căsătoriilor social avantajoase însă lipsite de iubire din timpul Gilded Age.

## Biografie

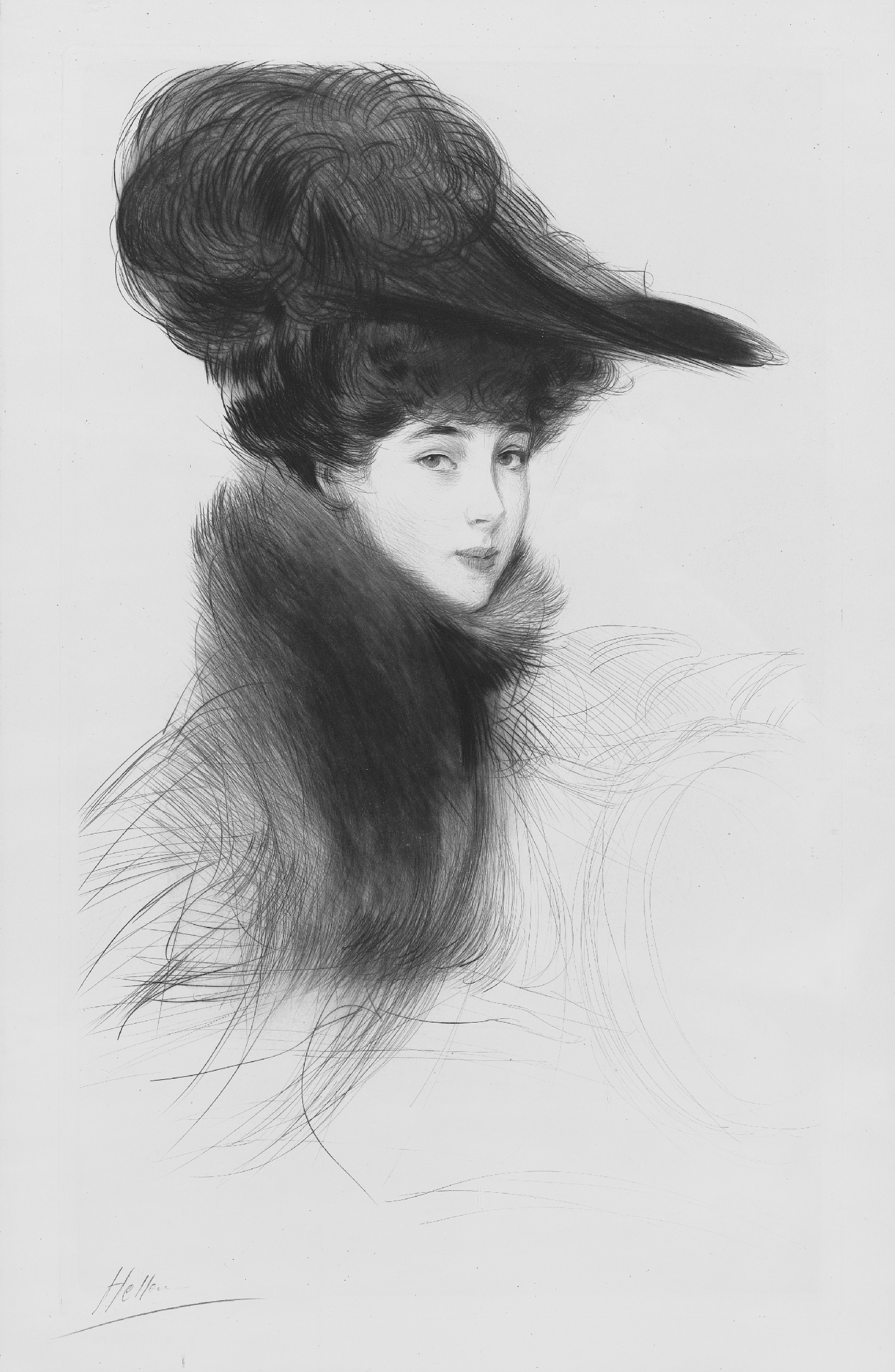
Ducesa de Marlborough, circa 1903, de Paul César Helleu.

Născută la New York City, ea a fost singura fiică și cel mai mare copil al lui William Kissam Vanderbilt, un milionar american al căilor ferate, și a primei soții a acestuia, frumoasa Alva Erskine Smith.
Numele ei spaniol l-a primit în onoarea nașei ei, María Consuelo Yznaga del Valle (1858–1909), pe jumătate cubaneză, pe jumătate americană și care s-a căsătorit cu George Montagu, al 8-lea Duce de Manchester.
În acele vremuri existau multe nunți între aristocrații europeni și moștenitoare americane. Pentru nobilii din Lumea Veche, astfel de uniuni au fost rușinoase dar utile din punct de vedere financiar; nobilimea privea americanii care intrau astfel în casta lor drept intruși, nedemni de noua lor poziție.
A fost educată în întregime la domiciliu de către guvernante și tutori și a învățat limbi străine de la o vârstă fragedă. Mama ei ținea la disciplina strictă și a biciuit-o cu cureaua de echitație pentru infracțiuni minore. Atunci când, adolescentă fiind, Consuelo a obiectat la hainele pe care mama ei le-a ales pentru ea, Alva Vanderbilt i-a spus "eu mă ocup cu gânditul, tu faci după cum ți se spune." 
Ca și nașa ei, Consuelo Vanderbilt a atras numeroși pretendenți cu titluri gata să-și vândă poziția pentru bani. Lui Consuelo i s-a permis să ia în considerare doar propunerea venită din partea Prințului Francis Joseph de Battenberg însă Consuelo a dezvoltat o aversiune imediată pentru el.
Din fericire, spre deosebire de multe alte moștenitoare în căutarea lui Făt-Frumos, Consuelo a fost o femeie frumoasă despre care dramaturgul Sir James Barrie, autor a Peter Pan, a scris: "Aș sta toată ziua pe stradă numai pentru a o vedea pe Consuelo Marlborough intrând în trăsură."

## Prima căsătorie

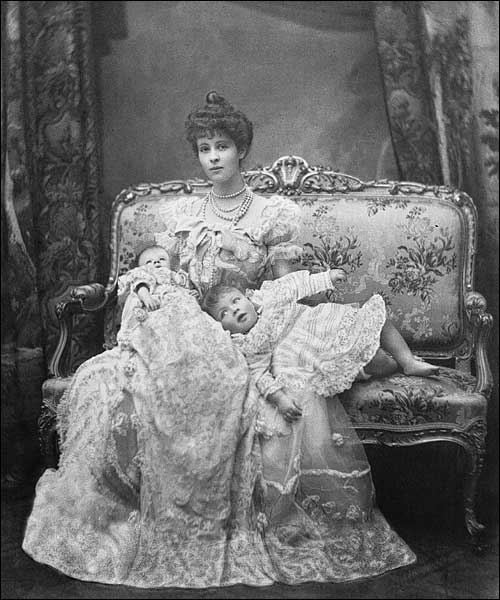
Consuelo cu cei doi copii ai ei

Consuelo Vanderbilt s-a căsătorit la biserica St. Thomas  din New York City la 6 noiembrie 1895 cu Charles Spencer-Churchill, al 9-lea Duce de Marlborough (1871–1934). Ei au avut doi fii: John Albert William Spencer-Churchill, marchiz de Blandford (care a devenit al 10-lea Duce de Marlborough) și Lordul Ivor Spencer-Churchill.
Noua ducesă a fost adorată de oamenii săraci de pe moșiile soțului ei, pe care ea i-a vizitat și pe care i-a ajutat. Mai târziu ea s-a implicat în proiecte filantropice și a fost interesată în mod deosebit problemele mamelor și ale copiilor. De asemnea, ea a avut succes cu aristocrația și regalitatea britanică. Cu toate acestea, căsătoria dintre duce și ducesă a fost doar una cu numele. Ducesa s-a îndrăgostit de frumosul văr al soțului ei, Hon. Reginald Fellowes (legătura nu a durat fiind scurtată de părinții lui Fellowes), în timp ce ducele a căzut în vraja lui Gladys Marie Deacon, o americancă excentrică cu bani puțini. Familia Marlborough s-a separat în 1906, au divorțat în 1921, și mariajul a fost anulat la cererea ducelui și cu acordul lui Consuelo la 19 august 1926.

## A doua căsătorie
A doua căsătorie a Consuelei a avut loc la 4 iulie 1921 cu lt.col. Jacques Balsan, un pionier francez în zborul cu balonul, avionul, pilot de hidroavion care a lucat o dată cu Frații Wright. De asemenea, moștenitor al unei fabrici de textile, Balsan a fost fratele mai mic al lui Etienne Balsan, care a fost un important iubit din tinerețe a lui Coco Chanel.
Jacques Balsan a murit în 1956 la vârsta de 88 de ani.
După anularea căsătoriei cu Ducele de Marlborough, ea a menținut în continuare legături cu rudele preferate ale lui Churchill, în special cu Winston Churchill (care a fost el însuși fiu al unei mame americane). El a fost un vizitator frecvent al castelului ei, în St Georges Motel, un mic sat de lângă Dreux, la aproximativ 50 de mile de Paris. Arhivat în 4 octombrie 2006, la Wayback Machine.
Registre locale din Florida arată că în 1932 Consuelo Vanderbilt Balsan a construit o casă în Manalapan, la sud de Palm Beach. Aceasta a fost concepută ca un cuib al dragostei de Maurice Fatio. Casa de vis de 26.000 de metri pătrați este numită Casa Alva, în onoarea mamei ei. Consuelo a vândut casa în 1957 însă aceasta încă există.
A murit la Southampton, Long Island, New York la 6 decembrie 1964, la vârsta de 87 de ani și a fost înmormântată lângă fiul ei cel mic, Lordul Ivor Spencer-Churchill în curtea bisericii  St Martin, Oxfordshire, Anglia, în apropiere de fosta ei casă, palatul Blenheim.